# سفارة رومانيا في فرنسا
سفارة رومانيا في فرنسا هي أرفع تمثيل دبلوماسي لدولة رومانيا لدى فرنسا. تقع السفارة في وهي تهدف لتعزيز المصالح الرومانية في فرنسا.

## وصلات خارجية
- الموقع الرسمي
- قائمة سفارات رومانيا
- قائمة السفارات في فرنسا